# 下萨克森行政圈

下萨克森行政圈位置

下萨克森行政圈（德语：Niedersächsischer Reichskreis）是神圣罗马帝国的一个帝国行政圈。它覆盖了中世纪萨克森公国的大部分领土（威斯特伐利亚除外），最初被称为薩克森行政圈（德语：Sächsischer Kreis），后来通过更具体的名称与上萨克森行政圈区分开来。
这个行政圈的一个不同寻常的方面是，在不同的时期，丹麦（荷尔斯泰因）、英国（汉诺威）和瑞典（不来梅）的国王都通過加入行政圈來參與帝國的政治。

## 來源
下薩克森行政圈的第一个计划起源于1438年的德意志國王阿尔贝二世。帝国的薩克森行政圈于1500年正式创建，但在1512年分为上薩克森行政圈和下薩克森行政圈。分部直到1522年才被编入法典，隔了一段时间才完全由朝廷执行。此外上萨克森行政圈、下萨克森行政圈或尼德蘭的第一次提及发生在很久以后。下萨克森（Niedersachsen）一词仅在1548年才首次使用。

## 領土
下萨克森圈包括当前下萨克森州的最东部、萨克森-安哈尔特州的最北部（不包括阿尔特马克）、梅克伦堡、荷尔斯泰因（不包括迪特馬爾申）、汉堡、不来梅，以及勃兰登堡和图林根州的小区域.除了像哈雷和尤特博格这样的小飞地外，它在很大程度上是一个连续的领土。诺德豪森和米尔豪森也是行政圈连续部分之外的区域。圈内是韦尔登亲王主教区，自1502年起与不来梅大主教区联合。绍姆堡伯國和施皮格爾貝格伯國也是个人联合的一部分，但它们不属于下萨克森行政圈。
到神圣罗马帝国垮台时，这个行政圈有2,120,00名居民和1,240平方英里的面积。在宗教方面，几乎所有公民都是新教徒。例外的是部分天主教的希尔德斯海姆主教区。

## 結構
行政圈的很大一部分是由韦尔夫家族统治的领土组成的。随着新教改革，新改建的马格德堡大主教區从1513年开始由霍亨索伦家族勃兰登堡家族的行政人员统治。此外1648年，哈尔伯施塔特主教区被授予勃兰登堡侯爵。不来梅大主教區在宗教改革后由丹麦人和瑞典人统治，1715年后由韦尔夫家族统治。通过奥尔登堡公国，丹麦国王成为了皇室的親子。
普鲁士、瑞典和大不列颠的国王也因为他们在帝国行政圈里的财产而成为了帝国的亲王。在整个帝国中，下萨克森行政圈被外国国王统治最多。尽管如此，韦尔夫家族在下萨克森行政圈中的强势地位阻止了梅克伦堡公爵和丹麦国王的完全统治。
该行政圈由以下诸邦组成：
| 名称                    | 政治实体类型      | 注释 |
| ----------------------- | ----------------- | --- |
| 不来梅                  | 公国              | 不来梅大主教区于787年由查理大帝设立，1648年世俗化为瑞典的封地，1715年割让予大不列颠；在帝国议会中拥有第12号席位。   |
| 不来梅                  | 帝国自由城市      | 自1186年起为莱茵城市联盟第8城。                                                                                     |
| 不伦瑞克-卡伦贝格       | 公国              | 自1494年为不伦瑞克-吕讷堡的分支，1705年与策勒统一成为汉诺威选侯国；在帝国议会中拥有第34席。                         |
| 不伦瑞克-策勒           | 公国              | 自1269年至1705年为不伦瑞克-吕讷堡的分支；帝国议会第32席。                                                           |
| 不伦瑞克-格鲁本哈根     | 公国              | 自1291年至1596年为不伦瑞克-吕讷堡的分支；帝国议会第36席。                                                           |
| 不伦瑞克-沃尔芬比特尔   | 公国              | 自1269年为不伦瑞克-吕讷堡分支，包括布兰肯堡伯国；拿破仑之后成为不伦瑞克公国，帝国议会第38席。                       |
| 甘德斯海姆              | 采邑女修道院领地  | 852年由萨克森公爵鲁道夫设立，919年获亨利一世确认帝国直属地位；曾受不伦瑞克-沃尔芬比特尔挑战，为莱茵教会等级第18席。 |
| 哥斯拉尔                | 帝国自由城市      | 自1290年起。 |
| 哈尔伯施塔特            | 采邑主教区        | 804年由查理大帝设立，1648年世俗化为哈尔伯施塔特亲王领地，由勃兰登堡侯国持有。                                       |
| 汉堡                    | 帝国自由城市      | 自1189年起为莱茵城市联盟第9城。                                                                                     |
| 希尔德斯海姆主教区      | 采邑主教区        | 815年由虔诚者路易设立；帝国议会第27席。                                                                             |
| 荷尔斯泰因              | 公国              | 1474年设立，由丹麦奥尔登堡王朝统治，1648年起设格吕克施塔特为居所。                                                  |
| 荷尔斯泰因-戈托普       | 公国              | 自1544年至1773年为荷尔斯泰因的分支。                                                                                |
| 吕贝克主教区            | 采邑主教区        | 1160年由狮子亨利建立；帝国议会第49席。                                                                              |
| 吕贝克自由市            | 帝国自由城市      | 自1226年起为莱茵城市联盟第3城。                                                                                     |
| 马格德堡                | 采邑总主教区 公国 | 955年由奥托一世设为马格德堡总主教区，1680年世俗化，由勃兰登堡掌控。                                                 |
| 梅克伦堡-什未林公国     | 公国              | 1352年设立。 |
| 梅克伦堡-居斯特罗       | 公国              | 1520–1552年与1621–1695年为梅克伦堡-什未林的分支。                                                                   |
| 梅克伦堡-施特雷利茨公国 | 公国              | 自1701年起为梅克伦堡-什未林的分支。                                                                                 |
| 米尔豪森                | 帝国自由城市      | 自1251年起。 |
| 诺尔德豪森              | 帝国自由城市      | 自1220年起。 |
| 兰茨瑙伯国              | 伯国              | 1650年设立，1734年起由丹麦奥尔登堡王朝持有。                                                                        |
| 拉策堡主教区            | 采邑主教区        | 1154年由狮子亨利建立，1648年世俗化为拉策堡亲王领地，后由梅克伦堡公爵与梅克伦堡-施特雷利茨公爵持有。                 |
| 雷根施泰因伯国          | 伯国              | 约1160年设立，1368年并入布兰肯堡，1599年起由不伦瑞克-沃尔芬比特尔公爵持有。                                         |
| 萨克森-劳恩堡           | 公国              | 1296年设立，1689年归属不伦瑞克-卡伦贝格公爵；帝国议会第66席。                                                       |
| 什未林主教区            | 采邑主教区        | 1154年由狮子亨利设立，1239年起驻于比措，1648年世俗化为亲王领地，由梅克伦堡-什未林公爵持有。                         |